# Nada Abrus
Nada Abrus (Split, 19. prosinca 1951.), hrvatska filmska, televizijska i kazališna glumica.

## Životopis

### Karijera
Nada je svoju filmsku karijeru započela kao gimnazijalka u filmu "Nedjelja" 1969.-e godine, dok je kazališnu karijeru započela u HNK Split. 1979. godine počinje raditi kao stalna članica kazališta "Komedija". Sudjelovala je na Splitskim, Dubrovačkim i Pulskim ljetnim igrama.
Televizijskoj publici poznata je kao Ane Metlica u kultnoj seriji "Naše malo misto", dok je mlađa publika pamti kao glas brojnih animiranih likova. Bila je i voditeljica popularne nedjeljne zabavne emisije "Napokon nedjelja".

## Filmografija

### Televizijske uloge
- Naše malo misto kao Ane Metlica (1970. – 1971.)
- Kuda idu divlje svinje kao Kinezova supruga (1971.)
- Punom parom (1978.)
- Đavolje sjeme (1979.)
- Velo misto (1981.)
- Inspektor Vinko kao prodavačica u butiku (1984.)
- Zagrljaj (1988.)
- Ljubav u zaleđu kao Anđela (2006.)
- Cimmer fraj kao Goga (2006.)
- Zabranjena ljubav kao Valerija (2007.)
- Naša mala klinika kao Višnjina mama (2004. – 2007.)
- Ne daj se, Nina kao Violeta Luksić (2008.)
- Zauvijek mlad kao Sandra Babić (2009.)
- Zakon! kao Dajana Arnerić (2009.)
- Dolina sunca kao Vera (2010.)
- Dnevnik plavuše kao Paola (2011.)
- Kud puklo da puklo kao Ruža Tepavac (2015.)
- Samo ti pričaj kao Jelena (2015.)
- Lud, zbunjen, normalan kao Milena (2015. – 2016.)
- Ko te šiša kao Gospođa Marie (2018.)
- Radio Mileva kao Nevena Kurjački (2021.)

### Filmske uloge
- Nedjelja kao Marija (1969.)
- Kuća kao Sekina prijateljica (1975.)
- Izdaja (1976.)
- Slučaj maturanta Wagnera (1976.)
- Novinar kao sekretarica (1979.)
- Čovjek kojeg treba ubiti kao Katarina II (1979.)
- Obiteljski album (1980.)
- Trojanski konj (1982.)
- Medeni mjesec kao Gracija Sipek (1983.)
- Češalj kao Olga (1983.)
- Anticasanova (1985.)
- Transylvania 6-5000 kao Uta (1985.)
- Rezervisti (1987.)
- Slike iz života jednog šalabahtera (1987.)
- The Princess Academy kao madam (1987.)
- Just Another Secret (1989.)
- Karneval, anđeo i prah (1990.)
- Fatal Sky kao konobarica (1990.)
- Priča iz Hrvatske kao Gertrude Schmidt (1991.)
- Memories of Midnight kao Hamiltonova tajnica (1991.)
- Zona sudbine (1992.)
- Olovna pričest (1995.)
- Anđele moj dragi (1995.)
- Novogodišnja pljačka kao prodavačica (1997.)
- Četverored kao Malvina (1999.)
- Slučajna suputnica kao žena u automobilu (2004.)
- Crveno i crno kao Matilda (2006.)
- Goltzius and the Pelican Company kao Marie (2012.)

### Sinkronizacija
- Ždero i škvadrasauri
- Izgubljene igračke
- Animanijaci
- Slonica Nelica
- Stuart Mali kao Mariška Vanjski i prodavačica hot doga (1999.)
- Željezni div kao mušterija u restoranu, gđa. Melon i gradonačelnica (1999.)
- Sinbad: Legenda o sedam mora (2003.)
- Kralj lavova 2: Simbin ponos (2003.)
- Pobuna na farmi kao Dora (2004.)
- Arthur u zemlji Minimoya kao Arthurova baka Daisy (2006.)
- Ružno pače i ja (2006.)
- Barbie: Princeza s otoka kao Kraljica Marisa (2007.)
- Neobična zubić vila kao Marijela Repić (2008.)
- Sezona lova 2 kao Stjenica (2008.)
- Koralina i tajna ogledala (2009.)
- Arthur i Maltazardova osveta kao Daisy (2009.)
- Alpha i Omega (2010.)
- Arthur 3: Rat dvaju svjetova kao Daisy (2010.)
- Kako je Gru ukrao mjesec kao recepcionarka (2010.)
- MaksimUm kao gospodarica Scott i računalni glas (2010.)
- Gnomeo i Julija kao žaba Nanette (2011.)
- Lorax: Zaštitnik šume kao Štancerova majka (2012.)
- Gru na supertajnom zadatku kao stjuardesa (2013.)

## Vanjske poveznice
- Biografija na web stranicama kazališta "Komedija"  Arhivirana inačica izvorne stranice od 15. prosinca 2007. (Wayback Machine)
- Nada Abrus u internetskoj bazi filmova IMDb-u (engl.)